# Universitetet i Akureyri
Universitetet i Akureyri eller Háskólinn á Akureyri som det hedder på islandsk) er et universitet i Islands fjerdestørste by, Akureyri der ligger i den nordøstlige del af øen. Det blev etableret den. 5. september 1987, og er siden vokset så det i dag indeholder sundhedsvidenskab, humaniora, samfundsvidenskab og en handelshøjskole og fakultet for naturvidenskab. I efterårssemestret 2014 havde universitetet over 2.000 studerende, hvoraf halvdelen var fjernstuderende, hvilket gør det til den største udbyder af fjernstudier i landet.
Universitetet i Akureyri samarbejder med andre islandske universitetter og driver Universitetscenter Vestfirðir (Háskólasetur Vestfjarða) som ligger i Ísafjörður, og tilbyder to kandidatgrader; én i kyst og marineledele og én i marinennovation. Derudover samarbejder universitet med andre nordiske universiteter om at udbyde nordiske studier og polarjura på kandidatniveau.
I 2004 opførte man en ny forskningsbygning kaldet Borgir.